# Villa Rosita
|  | Per a altres significats, vegeu «Villa Rosita (Sant Boi de Llobregat)». |

Villa Rosita és una obra del municipi de l'Ametlla del Vallès (Vallès Oriental) protegida com a bé cultural d'interès local.

## Descripció
Edifici aïllat de tipologia ciutat-jardí de planta baixa i golfes amb coberta composta. Les finestres són planes amb decoració d'esgrafiats; aquests vorejen també la sotateulada.
De la part davantera de la teulada en sobresurt una part coberta a dues vessants. A banda i banda dels vessants hi ha les finestres de les golfes amb teulada també a dues vessants. La casa està vorejada per una tanca d'obra i reixa, aquesta amb forma sinuosa. L'estil correspon al modernisme rural.

## Història
Està situada en un carrer d'eixample de principis de segle, un dels eixos urbanístics més importants de l'Ametlla a on trobem representats, dintre de la tipologia ciutat-jardí, pròpia d'una vila d'estiu, els estils més importants de l'època.
A començament del segle XX l'Ametlla visqué la transformació més important de la seva història: passà de ser un petit poble agrícola a convertir-se en un centre d'estiueig privilegiat a on acudeix la burgesia de Barcelona.
El fenomen de l'estiueig donà lloc a un altre fenomen arquitectònic: l'habitatge de temporada, que té una importància remarcable a l'arquitectura catalana. Modernisme i Noucentisme es perllonguen en aquest tipus d'arquitectura fins a gairebé la guerra civil.
També de la mateixa família Muntan, que va fer construir la villa, consta d'interès a l'Inventari del Patrimoni Arquitectònic de Catalunya la Villa Dominga o Torre Muntan￼ a Molins de Rei.